# Сербка (станція)
Сéрбка — проміжна залізнична станція Одеської дирекції Одеської залізниці на електрифікованій лінії Чорноморська — Раухівка між станціями Буялик (14 км) та Раухівка (20 км). Розташована у селі Сербка Березівського району Одеської області.

## Історія
Станція відкрита у 1914 році в складі дільниці Куяльник — Колосівка під час будівництва залізниці Бахмач — Одеса. 
У 1971 році станція електрифікована змінним струмом (~25 кВ) в складі дільниці Колосівка — Одеса-Сортувальна.

## Пасажирське сполучення
На станції зупиняються приміські електропоїзди до кінцевих станцій Одеса-Головна, Колосівка, Помічна.
До 25 жовтня 2020 року також на станції здійснював зупинку нічний пасажирський поїзд «Таврія» сполученням Запоріжжя — Одеса (нині скасований).